# Châteauneuf-la-Forêt (tổng)
Tổng Châteauneuf-la-Forêt là một tổng của Pháp tọa lạc tại tỉnh Haute-Vienne trong vùng Nouvelle-Aquitaine của Pháp.

## Địa lý
Tổng này được tổ chức xung quanh Châteauneuf-la-Forêt trong quận Limoges. Độ cao khu vực này là 290 m (Masléon) đến 730 m (Saint-Gilles-les-Forêts) độ cao trung bình trên mực nước biển là 418 m.

## Hành chính
| Giai đoạn | Ủy viên         | Đảng | Tư cách |
| --------- | --------------- | ---- | ------- |
| 2001-2008 | Claude Virole   | PS   |         |
| 2001-2008 | Thierry Lafarge | ADS  |         |

## Phân chia đơn vị hành chính
Tổng Châteauneuf-la-Forêt được chia thành 10 xã và khoảng 5 664 người (điều tra dân số năm 1999 không tính trùng dân số).
| Xã                       | Dân số | Mã bưu chính | Mã insee |
| ------------------------ | ------ | ------------ | -------- |
| Châteauneuf-la-Forêt     | 1 613  | 87130        | 87040    |
| La Croisille-sur-Briance | 700    | 87130        | 87051    |
| Linards                  | 1 058  | 87130        | 87086    |
| Masléon                  | 318    | 87130        | 87093    |
| Neuvic-Entier            | 1 025  | 87130        | 87105    |
| Roziers-Saint-Georges    | 153    | 87130        | 87130    |
| Saint-Gilles-les-Forêts  | 55     | 87130        | 87147    |
| Saint-Méard              | 330    | 87130        | 87170    |
| Surdoux                  | 44     | 87130        | 87193    |
| Sussac                   | 368    | 87130        | 87194    |

## Thông tin nhân khẩu
| 1962                                                     | 1968  | 1975  | 1982  | 1990  | 1999  |
| -------------------------------------------------------- | ----- | ----- | ----- | ----- | ----- |
| 7 443                                                    | 8 073 | 7 424 | 6 443 | 5 957 | 5 664 |
| Nombre retenu à partir de 1962 : dân số không tính trùng |       |       |       |       |       |